# Figlia d' 'a tempesta
Figlia d' 'a tempesta' è un singolo della cantautrice italiana La Niña, pubblicato il 12 marzo 2025 come terzo estratto dal secondo album in studio Furèsta.

## Video musicale
Il video musicale, diretto da Alfredo Maddaluno e girato sui Monti del Matese, è stato pubblicato in concomitanza con l'uscita del singolo sul canale YouTube della cantautrice.

## Tracce
Testi e musiche di Alfredo Maddaluno, Carola Moccia.
1. Figlia d' 'a tempesta – 2:25